# Constantin Aur
Constantin "Titi" Aur (né le 25 décembre 1963 à Bârlad) est un ancien pilote de rallye roumain.

## Biographie
Titi Aur est le premier pilote roumain à participer à une saison complète du championnat P-WRC, en 2003, obtenant alors 2 points au rallye d'Allemagne.
L'année d'après en 2004 il fait qu'un rallye, mais au volant d'une WRC au Rallye de Grande-Bretagne 2004 mais il abandonne à la suite d'ennuis mécaniques.
Sa toute dernière victoire en championnat national remonte à 2007, au Rallye Avram Iancu.
Son activité est restée régulière jusqu'en 2012.

## Palmarès

### Titres
- Octuple Champion de Roumanie des Rallyes (CNR, organisé par la FRAS): 1995, 1997, 1998, 1999, 2000, 2001, 2002 et 2006 (record national, le dernier titre étant obtenu sur Mitsubishi Lancer Evo IX, du OMV-Petrom Rally Team).

### Victoires notables
- Rallye de Roumanie (ERC):..., 1997, 2001, 2002, 2003, 2005, et 2006 (record);
- Rallye Sibiului: 2003, 2005 et 2006;
- Rallye de Moldavie: 2001 et 2004;
- Rallye Clujului: 1997;
- Rallye Iancu: 1993, 1995..., 2007;
  - 3e du rallye de Roumanie en 2010.